# Torre de San Nicolás (Ciudadela)

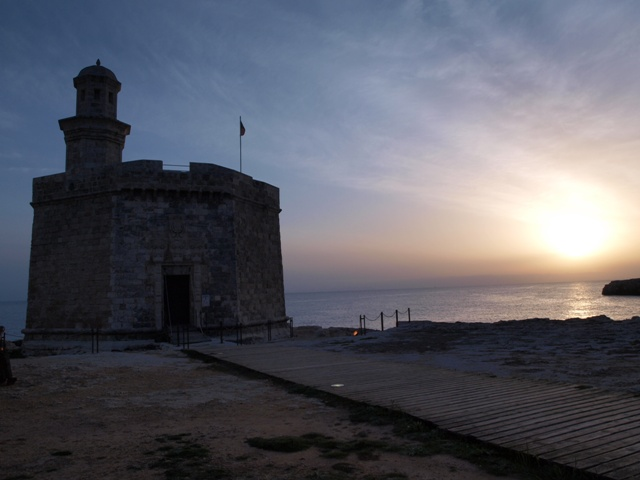
Castillo de San Nicolás, Puerto de Ciudadela.

El castillo o torre de San Nicolás es una torre paramilitar de defensa y vigilancia, construida a finales del siglo XVII (hacia 1680) en Ciudadela por ingenieros militares españoles.

## Historia

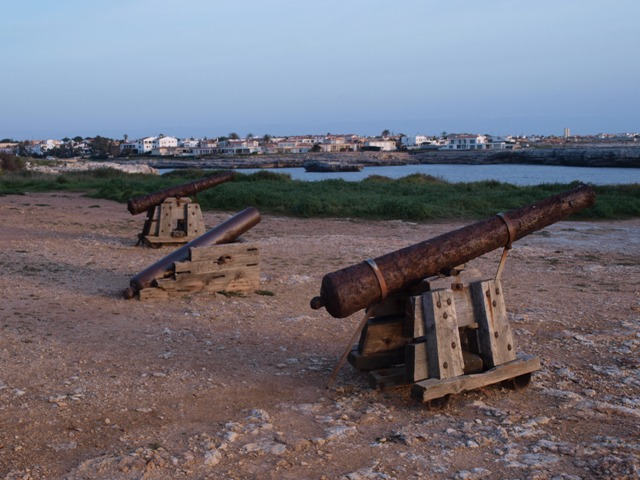
Cañones.

San Nicolás fue construida en el siglo XVII por España, pero durante la última ocupación británica - de 1798 a 1802 - se añadieron compartimentos interiores para alojamiento y almacén de víveres y pólvoras.
En 1960, se realizó una restauración, principalmente, de los elementos exteriores. Fue en 1990 cuando el arquitecto Joaquín Mayans llevó a cabo una restauración más profunda en la que se eliminaron los compartimentos interiores, se reconstruyó la torreta, se restauraron los marcos de la entrada y esculturas (juntamente con Laetitia Sauleall), etc. basándose en los planos de Blas Zappino (creados en 1782).
Actualmente pertenece al Ayuntamiento de Ciudadela.

## Arquitectura
La torre de San Nicolás se diferencia de las demás torres de vigilancia menorquinas por su elegancia y detallismo. Esto se debe a que San Nicolás es mucho más moderna que las otras. En esa misma época, encontramos varias torres y atalayas en todo el Mediterráneo dedicadas a San Nicolás por ser el patrón de los marineros, de aquí el nombre de la torre menorquina.
Su base es octogonal (de 16 metros de ancha), con paredes de mortero recubiertas de marès, rodeada de un foso de 2,5 metros de profundidad. Consta de un puente levadizo que nos lleva a la puerta de entrada, enmarcada por esculturas barrocas en relieve.
En el interior nos encontramos con una columna central y una escalera de caracol que sobresale al exterior en forma de torreta, usada para comunicarse visualmente con las atalayas cercanas. Además, comunica con la terraza artillera, que era desde donde se disparaban los cañones (actualmente, expuestos en el exterior del castillo).